# أمافيدا
بلدية أمافيدا (بالإسبانية: Amavida) بلدية تقع في مقاطعة آبلة التابعة لمنطقة قشتالة وليون وسط إسبانيا.

## الديموغرافيا
يبلغ عدد سكان بلدية أمافيدا 174 نسمة عام 2011 (وفقاً للمعهد الوطني للإحصاء الإسباني).
| 214 | 203 | 192 | 190 | 177 | 174 |